# نادي السواعد
تأسس هذا النادي في عام 1977 بمدينة بنغازي بمنطقة المحيشي. وأفضل إنجاز له على صعيد الكأس كان التأهل لدور ال16 في كأس الفاتح الليبي في دورة 2004/2005. وهو يلعب في دوري الدرجة الثانية ولم يسبق له التأهل لدوري الدرجة الأولى واستطاع دخول التصفيات التمهيدية للتأهل للدرجة الأولى وذلك في دوري 2007/2008 قبل أن يخسرها لصالح وفاق صبراتة.